# Campionati europei di ciclismo su strada 2020 - Cronometro maschile Under-23
La cronometro maschile Under-23 dei Campionati europei di ciclismo su strada 2020, ventiquattresima edizione della prova, si disputò il 24 agosto 2020 su un percorso di 25,6 km con partenza ed arrivo a Plouay, in Francia. La medaglia d'oro fu appannaggio del norvegese Andreas Leknessund, il quale completò il percorso con il tempo di 30'58"09, alla media di 49,60 km/h; l'argento andò allo svizzero Stefan Bissegger e il bronzo al belga Ilan Van Wilder.
Sul traguardo 35 ciclisti su 35 iscritti alla partenza, portarono a termine la competizione.

## Ordine d'arrivo (Top 10)
| Pos. | Corridore          | Squadra     | Tempo    |
| ---- | ------------------ | ----------- | -------- |
| 1    | Andreas Leknessund | Norvegia    | 30'58"09 |
| 2    | Stefan Bissegger   | Svizzera    | a 24"    |
| 3    | Ilan Van Wilder    | Belgio      | a 29"    |
| 4    | Thomas Pidcock     | G. Bretagna | a 40"    |
| 5    | Jonathan Milan     | Italia      | a 56"    |
| 6    | Michel Hessmann    | Germania    | a 1'05"  |
| 7    | Enzo Leijnse       | Paesi Bassi | a 1'06"  |
| 8    | Daan Hoole         | Paesi Bassi | a 1'09"  |
| 9    | Jakub Otruba       | Rep. Ceca   | a 1'17"  |
| 10   | Clément Davy       | Francia     | a 1'20"  |